# Mamurras
Mamurras es una localidad albanesa, constituida desde 2015 como una de las unidades administrativas del municipio de Kurbin. La población de la unidad administrativa es de 15 284 habitantes (censo de 2011).
Se ubica sobre la carretera SH39, unos 5 km al sur de la capital municipal Laç.

## Localidades
La unidad administrativa contiene las siguientes localidades:
- Drojë
- Fushë-Mamurras
- Gjorm
- Katund i Ri
- Mamurras
- Shëmri
- Shpërthet
- Zhejë